# Hódmezővásárhelyi kistérség
A Hódmezővásárhelyi kistérség kistérség Csongrád-Csanád megyében, központja Hódmezővásárhely.

## Települései
| Hódmezővásárhely | Mártély | Mindszent | Székkutas |